# Mitsuboshi Colors
«Mitsuboshi Colors» (яп. 三ツ星カラーズ Мицубоси Кара:дзу, букв. «Трёхцветные звёздочки») — манга, написанная и иллюстрированная Кацуво. Публикуется издательством в журнале Monthly Comic Dengeki Daioh издательства ASCII Media Works с 2014 года и по состоянию на февраль 2018 года насчитывает 5 томов. Аниме-адаптация студии Silver Link транслировалась с января по март 2018 года.

## Сюжет
История повествует о Юи, Саттян и Котохе, трёх девочках, которые основывают команду под названием «Colors» («Цвета»; отдельно участниц называют «каларзами»). Вместе они выполняют разнообразные дела и поручения, чтобы поддерживать покой в их городе.

## Персонажи
Юи (яп. 結衣) — лидер «Colors». Очень застенчива.
Сэйю: Юки Такада
Саттян (яп. さっちゃん) — энергичная девочка, которая придумывает безумные идеи.
Сэйю: Марика Коно
Котоха (яп. 琴葉) — спокойная девочка, которая беспрестанно играет в видеоигры, хотя не обладает в них большими навыками.
Сэйю: Нацуми Хиока
Сайто (яп. 斎藤 Сайто:) — местный полицейский, который постоянно сталкивается с каларзами.
Сэйю: Ацуси Тамару
Старик (яп. おやじ Оядзи) — пожилой человек, хозяин антикварного магазина Whale Factory.
Сэйю: Тэссё Гэнда
Мама Саттян (яп. さっちゃん母 Саттян хаха) — женщина, управляющая фруктовым магазином.
Сэйю: Каори Надзука
Нонока (яп. ののか) — ученица старшей школы, имеет прозвище Ноно.
Сэйю: Аяка Асаи
Момока (яп. ももか) — старшая сестра Ноноки.
Сэйю: Хисако Тодзё

## Издания

### Манга
Манга начала публиковаться издательством ASCII Media Works в журнале Monthly Comic Dengeki Daioh в 2014 году. Первый том в формате танкобона вышел 27 апреля 2015 года. Всего к 27 февраля 2018 года опубликовано 5 томов.
Список томов
| № | Дата публикации      | ISBN                   |
| - | -------------------- | ---------------------- |
| 1 | 27 апреля 2015 года  | ISBN 978-4-04-869307-3 |
| 2 | 27 января 2016 года  | ISBN 978-4-04-865651-1 |
| 3 | 27 октября 2016 года | ISBN 978-4-04-892427-6 |
| 4 | 27 июля 2017 года    | ISBN 978-4-04-892978-3 |
| 5 | 27 февраля 2018 года | ISBN 978-4-04-893640-8 |

### Аниме
О выпуске аниме по мотивам манги было объявлено 12 марта 2017 года на Dengeki Comic Festival 2017. 27 июля стало известно, что оно будет в формате сериала. Производством занимается студия Silver Link под руководством режиссёра Томоюки Кавамуры. Сценарий написан Сёго Ясукавой, дизайнер персонажей разработан Такуми Ёкотой. Композитор — Митиру. 12-серийный аниме-сериал транслировался в Японии с 7 января по 25 марта 2018 года.
Для Российской Федерации, Украины, Беларуси, Казахстана, Азербайджана, Армении, стран Прибалтики, а также стран Восточной Европы аниме транслируется через сервис Wakanim (Aniplex Inc.). Сериал предоставляется в двух версиях: с русскими субтитрами и озвучиванием.
Открывающей и закрывающей композициями сериала соответственно являются «Colors Power ni Omakasero!» (яп. カラーズぱわーにおまかせろ！ Кара:дзу Пава: ни Омокасэро!) и «Miracle Colors☆Honjitsu Mo Ijō Nashi!» (яп. ミラクルカラーズ☆本日も異常ナシ！ Миракуру Кара:дзу:☆Хондзицу Мо Идзё: Наси!) в исполнении сэйю-юнита Colors☆Slash (Юки Такада, Марика Коно, Нацуми Хиока). Оба сингла вышли 24 января 2018 года.
Список серий
| 1 | «Colors» «Кара:дзу» (カラーズ)                                             | 7 января 2018 года   |
| В таинственном сарае посреди парка Уэно прячется база Colors — защитников города. Их капитан, Юи, увидела кота, похожего на панду, и решила поймать его с помощью подруг, Саттян и Котохи. От Саито они узнают про кота, ворующего разные вещи. Сможет ли команда «Каларз» спасти город? |                                                                            |                      |
| 2 | Прятки «Какурэмбо» (かくれんぼ)                                            | 14 января 2018 года  |
| Каларзы не отдыхают даже в мирное время! С подачи Саттян сегодня день тренировки. Повышаем уровень при помощи пряток! Вернее, пытаемся, потому что Саттян и Котоха забывают про игру и убегают из парка. Юи в костюме чертёнка пытается их отыскать, но в парке их не нет. Встретятся ли разминувшиеся девочки?                                                                                                  |                                                                            |                      |
| 3 | Засосём «Тюкабуру» (チュカブル)                                            | 21 января 2018 года  |
| Чтобы защищать покой города, нужны чмококабры. Пока Каларзы обсуждают этот важный вопрос, мама Саттян дает им задание. Она просит девочек распродать остатки бананов, иначе Саттян придётся питаться ими с утра до вечера. В попытке избежать столь жуткой судьбы Каларзы идут на всё, чтобы продать бананы. Наконец, когда у них остаётся всего одна гроздь, они собираются всучить её...                       |                                                                            |                      |
| 4 | Летний праздник «Нацумацури» (夏祭り)                                      | 28 января 2018 года  |
| Каларзы не отдыхают даже в каникулы! Девочки со всех ног бегут в булочную Сасаки, чтобы получить от Ноноки задание четвёртого уровня. Её булочную захватил демон... Кроме того, Юи принимает участие в школьном параде. Сможет ли капитан Каларзов обеспечить успех мероприятию? |                                                                            |                      |
| 5 | Зоопарк «До:буцуэн» (どうぶつえん)                                         | 4 февраля 2018 года  |
| Каларзы защищают не только город. Звери тоже нуждаются в защите! Прочитав книгу, девочки забеспокоились на тему того, кормят ли зверей в зоопарке, и решили выяснить, хорошо ли им там живётся. Они навещают панд, тигров, несколько раз отвлекаются на других зверей, но, в конце концов, всё же добираются до слонов, которых так хотели увидеть.                                                              |                                                                            |                      |
| 6 | Поиск недостатков «Дзякутэн Сагаси Кайги» (弱点さがし会ぎ)                 | 11 февраля 2018 года |
| Для защиты города девочки должны отыскать дикие съедобные растения. На этот раз они ищут их в парке. Каларзы уже предвкушают обед из найденных трав, но не тут-то было… После возвращения из парка девочки проводят совещание, на котором ищут друг у друга недостатки. Вслед за Юи и Саттян наступает черёд Котохи. Казалось бы, у неё нет недостатков, однако ей предстоит узнать ужасающую истину.            |                                                                            |                      |
| 7 | Сладость или гадость «Торикку оа Тори:то» (トリック・オア・トリート)       | 18 февраля 2018 года |
| Нарядившись в сделанные дядей костюмы для Хэллоуина, Каларзы идут играть в зомби (не забыт и Полковник Монохром). Тот, кому удастся прогнать зомби, прославится на весь город! Саттян и Котоха отвечают за распространение зомби, Юи — за победу над ними. Вот только сможет ли она защитить город от этой угрозы?                                                                                               |                                                                            |                      |
| 8 | Музей «Хакубуцукан» (はくぶつかん)                                         | 25 февраля 2018 года |
| В поисках пополнения отряда Каларзы идут в музей. Они бегают по всему зданию, пытаясь найти кого-то, кто вместо них будет защищать город по ночам и сможет кричать смешнее Юи. После увлекательного изучения скелетов и чучел животных на роль нового друга Каларзы выбирают тираннозавра. |                                                                            |                      |
| 9 | Автомат Саттян «Ван Койн Саттян» (ワンコインさっちゃん)                    | 4 марта 2018 года    |
| Девочки скинулись новогодними деньгами, чтобы приобрести оружие. Так появился на свет автомат Саттян — робот Каларзов. Правда, от него придётся отказаться, так как он не может говорить. Каларзы отправляются искать другое оружие и после продолжительных поисков получают от дяди передатчики: красный, синий и жёлтый — как раз в цветах девочек.                                                            |                                                                            |                      |
| 10 | Снегопад «Юки Сугиру» (雪すぎる)                                           | 11 марта 2018 года   |
| Парк Уэно завалило снегом. Радостные Каларзы выбежали кувыркаться в снегу, а затем вызвали Саито на поединок — играть в снежки. Выросший в холодных краях Саито — очень опасный соперник, но у девочек есть против него секретное оружие… На следующий день Полковник Монохром принёс на базу дощечку с надписью: «Я всё видел». Каларзам кажется, что это — крупнейшее дело за всю историю их отряда, однако... |                                                                            |                      |
| 11 | «Гиперпрятки» «Хайпа: Какурэмбо» (ハイパーかくれんぼ)                      | 18 марта 2018 года   |
| Очередной день тренировки Каларзов! Помня предыдущие ошибки, девочки решили сыграть в «гиперпрятки» при помощи передатчиков. Юи благодаря Саттян вновь оказалась ведущей и носится по парку в поиске своих подружек. Однако во время своих поисков она сталкивается с заданием четвёртого уровня, грозящим перевернуть вверх дном весь город.                                                                    |                                                                            |                      |
| 12 | Каларзы и горожане «Кара:дзу то Мати то Хитобито» (カラーズと街とひとびと) | 25 марта 2018 года   |
| Каларзы всему миру хотят рассказать о том, как защищают Уэно, и для этого снимают видео. Они славно охраняют покой города ради дяди, мамы Саттян, Ноноки, Момоки и даже Саито. В Уэно, мир которого они оберегают, зацветает сакура. |                                                                            |                      |

## Ссылки

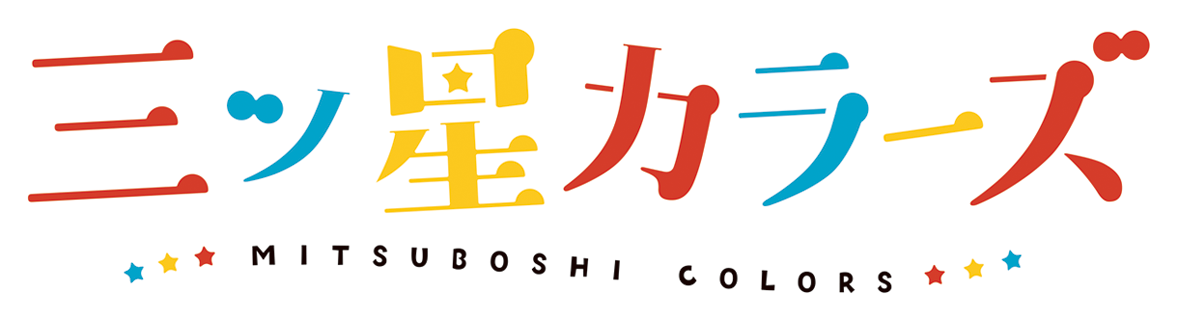